# Barbara Cola
Barbara Cola (Bologna, 8 febbraio 1970) è una cantante e attrice teatrale italiana.

## Biografia

### Infanzia e inizi
All'età di quindici anni inizia a cantare e a comporre i primi brani. Studia canto, pianoforte e recitazione; inoltre con un quartetto vocale si forma come interprete eseguendo brani della tradizione dal blues al jazz (George Gershwin, Cole Porter, Duke Ellington e altri).
Nel 1990 ha una breve esperienza come vocalist in studio per Gloria Gaynor e Jean Rich. Partecipa a Primofestival di Castrocaro 1992 con il brano Tutto il bene del mondo e arriva alla finale su Rai 1. Vincitrice per la giuria di esperti, da quel momento la sua carriera ha una svolta grazie al produttore e arrangiatore Mauro Malavasi che la introduce nell'ambiente musicale.

### Incontro con Gianni Morandi e partecipazione a Sanremo 1995
Nel 1992 incontra Gianni Morandi. Dopo un contributo al disco di Biagio Antonacci Liberatemi (nel brano Io sono come te), negli anni 1993 e 1994 diventa vocalist di Morandi, accompagnandolo in un tour europeo di 300 date con la band "Il Motore". Durante il tour Barbara canta come solista anche Grazie perché in coppia con Gianni Morandi.
È la prima cantante italiana ad eseguire Brava scritta da Bruno Canfora per Mina e ne è l’interprete dal 1993 fino ad oggi.
Gianni presenta poi Barbara, cantando con lei la canzone Grazie perché, nella trasmissione Festival italiano condotta da Mike Bongiorno. Al termine del tour relativo all'album Morandi Morandi e dopo l'estate 1994 in cui Barbara fa da cantante nella trasmissione Mi ritorni in mente di Red Ronnie, Morandi diventa suo produttore artistico, insieme al produttore esecutivo Alessandro Blasetti, e inizia a far realizzare il primo disco della cantante.
La sceglie poi per eseguire, in duetto con lui, al Festival di Sanremo 1995 il brano In amore, che si classifica secondo. Sull'onda del successo del duetto, Cola pubblica due album come solista: Barbara Cola nel 1995 (contiene In amore) e Il tempo di guardare le stelle nel 1996 (contiene Niente è come te di Pasquale Panella e Luis Bacalov).

### Anni successivi

#### Fine anni '90 e anni 2000
Partecipa con Vita I love You, suo secondo singolo, ad Un disco per l'estate 1996 e al Festivalbar 1997.
Nel 1997 presta la sua voce, per le parti cantate, al personaggio di Megara nel film della Disney Hercules, interpretando il brano Ti vada o no.
Sempre nel 1997 partecipa al Congresso eucaristico di Bologna e interpreta in mondovisione Imagine di John Lennon insieme a Gianni Morandi, alla presenza di papa Giovanni Paolo II. Con Gianni Morandi interpreterà In amore anche nel 1996, 2002, 2004, 2005, 2010 in diverse occasioni televisive ed eventi live.
Nel 1997 viene scelta per "Giro d'Italia Tour" con un tir/palcoscenico itinerante che toccava tutte le tappe del Giro d'Italia di ciclismo presentata da Simona Tagli con Marco Berlì, sponsorizzato dalla Mediolanum.
Nel 1998 e '99 partecipa, insieme al trombettista Enrico Rava, al Jazz Gala al Teatro Eliseo con la Eliseo Big Band, sotto la direzione di Tommaso Vittorini (che riarrangerà per lei anche il brano Brava! di Bruno Canfora).
Ha inoltre un percorso di cantante/attrice in ambito teatrale, iniziato nel 1996 quando viene scelta dal regista Tato Russo per far parte del cast di Masaniello, nella parte della protagonista femminile Berardina Pisa a fianco di Gigi Finizio nel ruolo di Masaniello e I Promessi Sposi stagione 2001-2002 e 2002-2003 (nella parte di Lucia Mondella).
Nel teatro è stata anche autrice delle musiche ed attrice nel ruolo di Maria, in Yerma (regia di Sarah Falanga) e interprete delle musiche originali di Fabrizio Festa nel ruolo di Memoria in Alcesti di Euripide per la regia di Emanuele Montagna. Nel 2000 esce il suo terzo singolo Come quando piove al sole.
Nel 2005, 2008, 2009 ha partecipato, con la Banda musicale della Polizia di Stato diretta dal maestro Maurizio Billi e con il Coro del Teatro Comunale di Bologna, ad alcuni eventi interpretando brani di Ennio Morricone.
Nel 2008 partecipa all'Europeo Porretta Soul Festival con la Austin Delon All Stars Big Band cantando due Standard Come Knock On Wood Eddie Floyd Version e When a Man Loves a Woman di Percy Sledge, replicando poi nel recente Porretta Soul Festival Winter Special Edition il 27 dicembre 2021 con la Antony Paule Soul Orchestra.
Nell'estate del 2009 è in tour con Divas Live (Dive in concerto) con Lighea e Lisa.

#### Anni 2010 e 2020
Nel 2010 collabora con Andrea Ferrario, direttore della Bidibop Big Band, e nel 2010/2011 e 2012 anche con il trombettista jazz Marco Tamburini, con il quale ripropone un repertorio tratto dai musical moderni e alcuni standard jazz.
Tra la fine del 2010 e l'inizio del 2011 viene chiamata per collaborare con una formazione di musicisti, il QuartettoZ, dove di nuovo interpreta canzoni italiane riarrangiate in chiave jazz-pop.
Dalla primavera 2011 torna al teatro come protagonista nel musical Salvatore Giuliano sulla storia del bandito di Dino Scuderi (regia di Giampiero Cicciò). Accanto a lei, nel ruolo del bandito, Giampiero Ingrassia. Dopo il debutto nell'estate 2011, è poi di nuovo in scena a partire dal marzo 2012.
Nel febbraio 2012 viene scelta da Giuliano Peparini e David Zard per interpretare Lady Capuleti nel musical Romeo e Giulietta - Ama e cambia il mondo. 
Nel 2017, dopo 17 anni di silenzio discografico, pubblica per la APbeat Edizioni il singolo A mezz'aria scritto da Sandra von Borries ed Enrico Andreini.
Nel 2019 partecipa come concorrente alla seconda edizione di Ora o mai più, in onda su Rai 1, in coppia con la maestra Orietta Berti. Durante l'ultima puntata dello show presenta il singolo A quando l'amore? scritto dalla Cola insieme a Giordano Tittarelli e Roberta Faccani.
Nel 2020 partecipa come concorrente alla decima edizione di Tale e quale show, condotta da Carlo Conti. 
Nel 2022 interpreta al Teatro Brancaccio di Roma il ruolo di Margaret New nella prima versione italiana del musical Tutti parlano di Jamie  per la regia di Piero Di Blasio.
Nel 2024 entra nel cast di Fame - Saranno Famosi.

## Discografia

### Album
- 1995 - Barbara Cola
- 1996 - Il tempo di guardare le stelle

### Singoli
- 1995 - In amore (in duetto con Gianni Morandi)
- 1995 - Libera
- 1996 - Vita I Love You
- 2000 - Come quando piove al sole
- 2017 - A mezz'aria
- 2019 - A quando l'amore?

## Televisione
- Ora o mai più (Rai 1, 2019) Concorrente
- Tale e quale show (Rai 1, 2020) Concorrente
- Tale e quale show - Il torneo (Rai 1, 2020, 2021) Concorrente